# 蒲塘王氏宗祠
蒲塘王氏宗祠位于浙江省金华市金东区澧浦镇蒲塘村，2011年列入浙江省文物保护单位。
王氏宗祠始建于清朝康熙二十年（1681年），1994年被列为金华市文物保护点。2006年蒲塘村的村民曾自发对王氏宗祠进行修缮。